# Polyelektrolyter

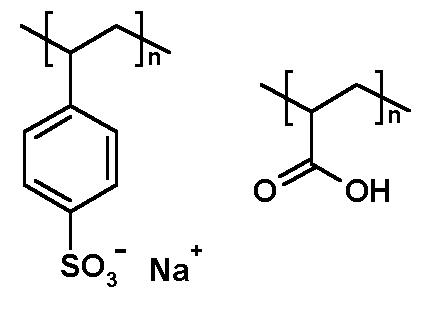
Kemiska strukturer av två syntetiska polyelektrolyter, som exempel. Till vänster är poly (natrium-styrensulfonat) (PSS), och till höger är polyakrylsyra (PAA). Båda är negativt laddade polyelektrolyter när de är upplösta. PSS är en "stark" polyelektrolyt (fulladdad i lösning), medan PAA är "svag" (delvis laddad).

Polyelektrolyter är makromolekylära kemiska föreningar som innehåller flera jongrupper som till exempel –NH3 + eller –COO-. Lösta i vatten leder de elektrisk ström.
Polyelektrolytiska egenskaper är lika för båda elektrolyter (salter) och polymerer (hög molekylvikt-föreningar) och kallas ibland polysalter. Liksom salter är deras lösningar elektriskt ledande. Liksom för polymerer är deras lösningar ofta viskösa. Laddade molekylkedjor, som vanligen förekommer i mjuk materia, spelar en avgörande roll när det gäller att bestämma strukturen, stabiliteten och samspelet mellan olika molekylaggregat. 
Teoretiska metoder för att beskriva deras statistiska egenskaper skiljer sig i grunden från de för deras elektriskt neutrala motsvarigheter, men tekniska och industriella områden utnyttjar deras unika egenskaper. Många biologiska molekyler är polyelektrolyter. Till exempel, polypeptider, glykosaminoglykaner, och DNA är polyelektrolyter. Både naturliga och syntetiska polyelektrolyter används i en mängd olika industrier som flockmedel, jonbytare, enzyminhibitorer m. m.

## Användning
Polyelektrolyter har många tillämpningar, främst för att ändra flödes- och stabilitetsegenskaperna hos vattenlösningar och geler. Till exempel kan de användas för att destabilisera en kolloidal suspension och för att initiera flockning (utfällning). De kan också användas för att ge en ytladdning till neutrala partiklar, så att de kan dispergeras i vattenlösning. De används således ofta som förtjockningsmedel, emulgeringsmedel, konditioneringsmedel eller klarningsmedel. 
De används i vattenrening och oljeåtervinning. Många tvålar, schampon och kosmetika innehåller polyelektrolyter. Dessutom tillsätts de i många livsmedel och i betongblandningar (superplasticerare). Några av de polyelektrolyter som visas på livsmedelsmärkningar är pektin, karragenan, alginat och karboximetylcellulosa. Alla utom den sista är av naturligt ursprung. Slutligen används de i en mängd olika material, bl. a. cement.
Eftersom en del av dem är vattenlösliga, är de också aktuella för biokemiska och medicinska tillämpningar. Det pågår forskning om att använda biokompatibla polyelektrolyter för implantatbeläggningar, för kontrollerad läkemedelsdosering och andra applikationer. Således utvecklas biokompatibla och bionedbrytbara makroporösa material, som består av polyelektrolytkomplex, där materialet uppvisar utmärkt proliferation av däggdjursceller. 